# Anders Olsson (scrittore)
Anders Olsson (Huddinge, 19 giugno 1949) è uno scrittore, poeta e storico della letteratura svedese.

## Biografia
Si è formato presso l'Università di Uppsala e Stoccolma dove ha studiato lingue nordiche, storia, filosofia e letteratura.
Nel 1977 ha contribuito alla nascita del periodico a tematica culturale Kris, fondato originariamente da Stig Larsson e Åke Sandgren con il nome Kod. Il periodico è stato pubblicato sino al 1997, ed ha contribuito a determinare il cambiamento e il rinnovamente del clima letterario negli anni settanta e ottanta del XX secolo.
È stato eletto membro dell'Accademia svedese il 22 febbraio 2008 ed ammesso il 20 dicembre 2008. È succeduto nel Seggio numero 4 allo scrittore Lars Forssell. È noto per aver pubblicato diverse opere dedicate alla poesia ed alla storia della letteratura. È sposato con Agnes Monus.
Insegna storia della letteratura all'Università di Stoccolma.

## Opere
Ha pubblicato le seguenti opere.
- Mälden mellan stenarna, 1981
- Ekelöfs nej, 1983 (tesi di dottorato)
- Intertextualitet, 1984
- Dagar, aska, 1984
- De antända polerna, 1986
- Den okända texten, 1987
- Bellerofontes resa, 1988
- Solstämma, 1991
- Den Andra Födan, 1992
- Det vita, 1993
- Ekelunds hunger, 1995
- Att skriva dagen, 1995
- Gunnar Ekelöf, 1997
- Ett mått av lycka, 1998
- Läsningar av intet, 2000
- Skillnadens konst, 2006